# 上天草市立高戸小学校
上天草市立高戸小学校（かみあまくさしりつ たかどしょうがっこう）は、かつて熊本県上天草市龍ヶ岳町高戸に存在した小学校。

## 沿革
- 1875年（明治8年）3月 - 高戸小学校開校
- 1901年（明治34年）9月 - 高戸尋常高等小学校に改称
- 1908年（明治41年）4月 - 高戸尋常小学校に改称
- 1914年（大正3年）4月 - 高戸尋常高等小学校に改称
- 1941年（昭和16年）4月1日 - 国民学校令により高戸国民学校に改称
- 1947年（昭和22年）4月1日 - 学制改革により天草郡高戸村立高戸小学校に改称
- 1954年（昭和29年）- 天草郡龍ヶ岳村立高戸小学校に改称
- 1959年（昭和34年）- 天草郡龍ヶ岳町立高戸小学校に改称
- 2004年（平成16年）- 上天草市立高戸小学校に改称
- 2011年（平成23年）- 樋島小学校、大道小学校と統合し、龍ヶ岳小学校となる。

## 学校周辺
- 国道266号